# Шериф (спортивний комплекс)
«Шери́ф» — спортивний комплекс на західній околиці Тирасполя, що належить молдовській компанії «Шериф» з окупованого РФ Придністров'я.
Домашня футбольна арена ФК «Шериф» та ФК «Тирасполь». У цьому спорткомплексі є єдиний у Молдові стадіон, що відповідає стандартам проведення футбольних матчів міжнародного рівня.

## Структура
Спортивний комплекс «Шериф» займає площу в 65 га. До його складу входять:
- головна арена (великий стадіон)
- мала арена (малий стадіон)
- крита арена (критий стадіон) з житловим комплексом для футболістів ФК «Шериф»
- готельний комплекс
- дитяча Академія футболу з комбінатом харчування
- реабілітаційний центр
- спортзал
- плавальний басейн з вишкою
- вісім тренувальних полів (чотири з натуральним покриттям, три з штучним покриттям і одне змішане).

### Головна футбольна арена
Сучасний футбольний стадіон на 13 460 місць вперше прийняв уболівальників у липні 2002 року. Він був зареєстрований згідно з технічними рекомендаціями УЄФА.
Поле розміром 105×68 м виконане з натурального трав'яного дерну і має ефективну дренажну систему, автоматичну систему поливу та обладнане підземною системою нагріву. Освітлення ігрового поля здійснюється з навісу західної та східної трибун і працює в чотирьох режимах — 400, 800, 1200 і 1600 люксів.
Стадіон оснащений індивідуальними складними сидіннями. Всі трибуни накриті навісами. Стадіон обладнаний телевізійною системою, що дозволяє вести пряму трансляцію матчів. На стадіоні встановлено повноколірне відеотабло площею 40 м².
Присутні два криті зали для розминки, що розташовані поряд з роздягальнями. Покриття в залах виконане зі штучного килиму.

## Галерея

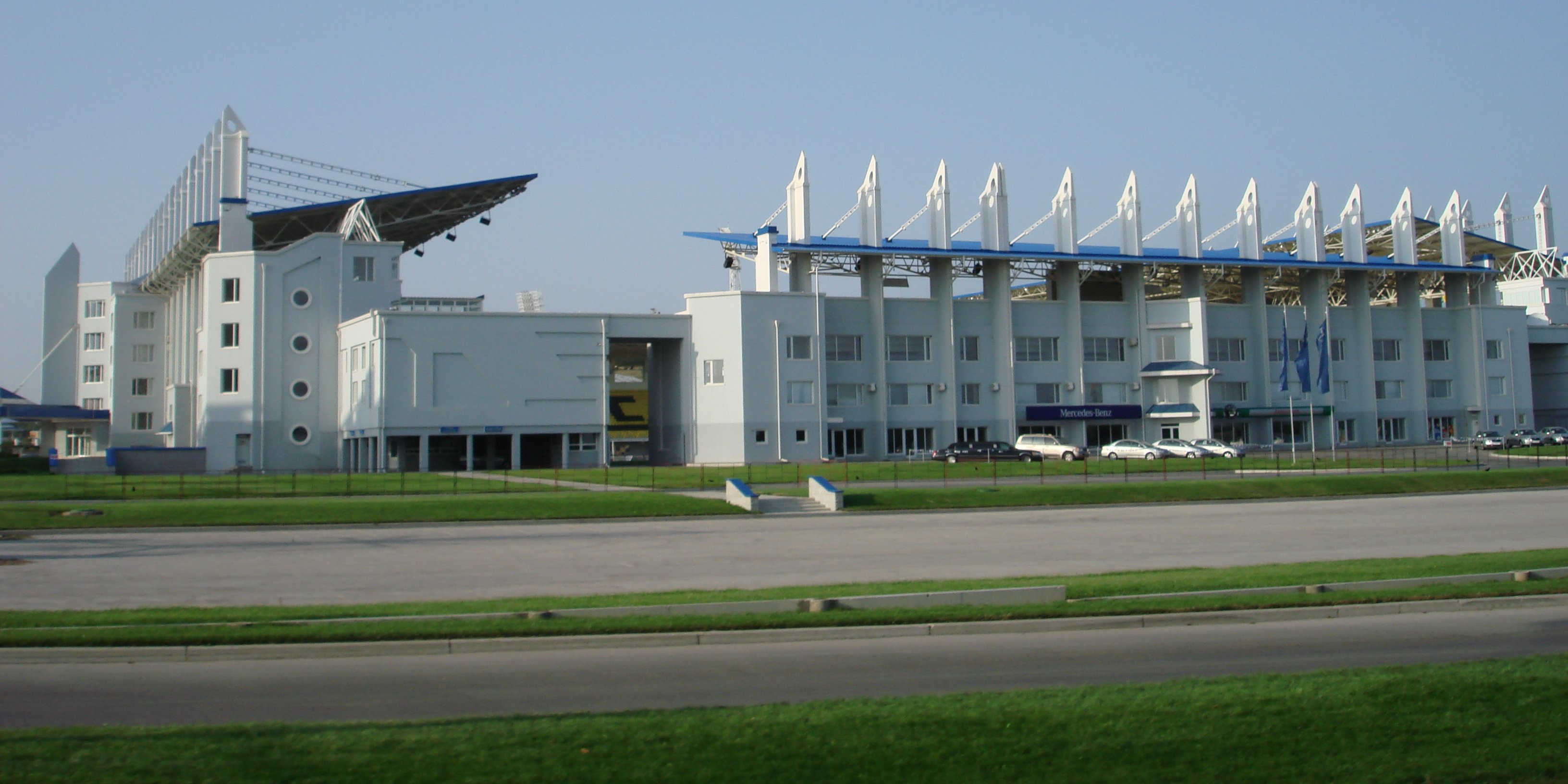
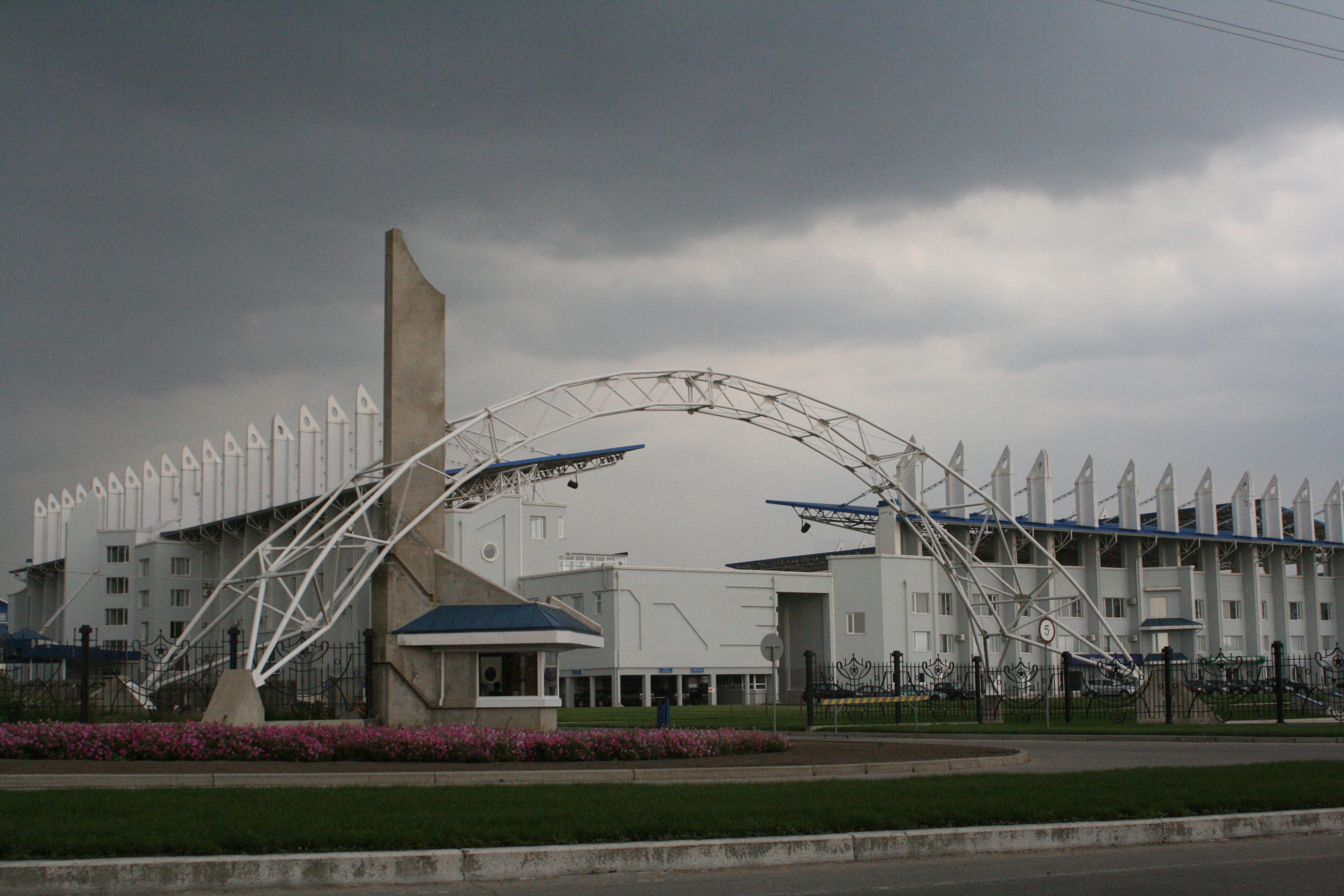
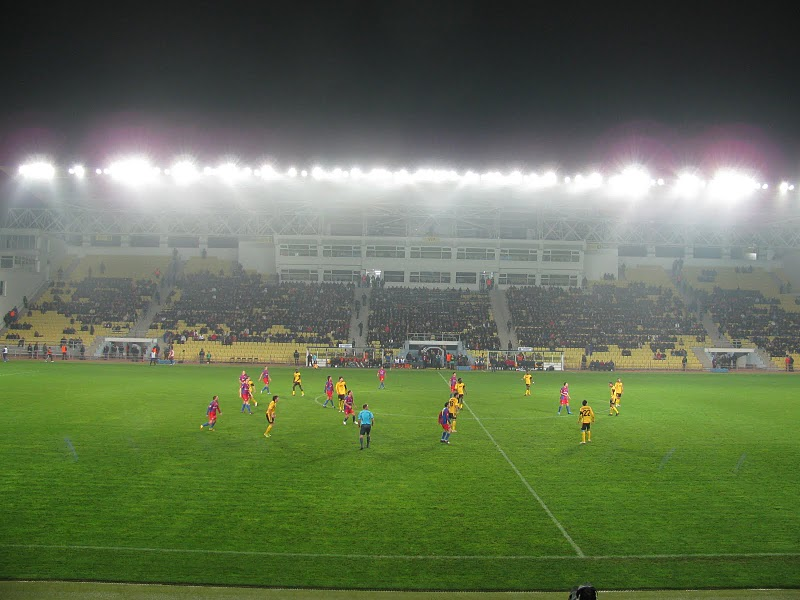

### Мала футбольна арена
Була введена в експлуатацію у вересні 2002 року. Стадіон розрахований на 8000 місць. Має шість бігових доріжкок та футбольне поле площею 105x68 м².
Ігрове поле покрите штучним трав'яним покриттям і має потужну дренажну систему, що дозволяє проводити футбольні матчі в будь-яку пору року. Освітлення здійснюється з щогл висотою 50 метрів і працює в чотирьох режимах — 400, 800, 1200 і 1600 люксів.
На стадіоні встановлено повнокольорове відеотабло. Телевізійна система стадіону дозволяє проводити прямі трансляції матчів. Стадіон обладнаний сучасними роздягальнями для футболістів і суддів (в тому числі, жінок), що відповідають вимогам УЄФА.